# Manduzay
Manduzay är ett distrikt i Afghanistan. Det ligger i provinsen Khost, i den östra delen av landet, 150 kilometer söder om huvudstaden Kabul.
Distriktet beräknades år 2022 ha cirka 66 000 invånare.